# 紅蓮館の殺人
『紅蓮館の殺人』（ぐれんかんのさつじん）は、推理作家・阿津川辰海の長編推理小説。2019年、〈館四重奏〉シリーズ第1作として講談社タイガより出版される。
2020年、第20回本格ミステリ大賞（小説部門）候補作品。「2020本格ミステリ・ベスト10」国内ランキング第3位、「ミステリが読みたい! 2020年度版」国内編第5位、「このミステリーがすごい! 2020年度版」国内編第6位。

## 概要
本作は、『蒼海館の殺人』（2021年）、『黄土館の殺人』（2022年）と続くシリーズの第1作で、綾辻行人の『十角館の殺人』に代表される“館”ミステリに真正面から挑んだ作品である。
山火事の火の手が刻一刻と迫る館から脱出するために、事件の謎解きを極限状況の中で行うのが本作の特徴で、同様に自然の脅威が登場人物たちを襲い、命がけの状況の中で事件の推理を行わなければならないのが本シリーズの特徴でもある。また、主人公である2人の高校生、探偵・葛城輝義とその助手・田所信哉がたどる変化を描いた青春小説としての側面もある。

## あらすじ
軽井沢で勉強合宿中の高校2年生の田所信哉は、友人の葛城輝義を誘って合宿を抜け出して憧れのミステリ作家・財田雄山の住む「落日館」に向かう。葛城は警察にも情報提供した経験がある名探偵で、田所はその助手を務めている。道中、落雷による山火事に遭い下山できなくなってしまい、途中で出会った小出とともに落日館に避難する。
館には雄山と、雄山の息子の貴之、貴之の息子の文男と娘のつばさが住んでおり、館には隠し扉や吊り天井など、様々な仕掛けが施されていて、館の外に通じる隠し通路もどこかにあるはずだという。さらに近くに住む久我島敏行と、久我島の妻の保険のことで訪問していた保険会社の調査員・飛鳥井光流も避難してくる。飛鳥井は、田所がかつて探偵を志すきっかけとなった事件を解決した名探偵だった。
翌朝目覚めると、吊り天井に潰されたつばさの死体が発見される。つばさの死は殺人で、犯人はこの中にいると主張する葛城と、つばさの死は事故で脱出を優先すべきであると主張する飛鳥井が対立し、館の住人や他の避難者たちも飛鳥井に賛同する。飛鳥井は10年前、「爪」と名付けられたシリアルキラーを追い詰めたが、それが原因で親友の甘崎美登里が殺害され、現場から彼女の絵が持ち去られた。その後「爪」と見られていた男性が自殺して事件は収束するが、飛鳥井はそれ以来、名探偵であることをやめてしまっていた。
その後、館内で隠し通路を探す組と外で土を掘り返して防火帯を作る組に分かれて作業中、小出がつばさの書いた落日館の図面を見つける。図面には吊り天井の部屋に「お宝」の文字があった。図面を読み解いた葛城は、吊り天井の裏にある隠し部屋を見つけ、そこがつばさの本当の殺害現場であることを確認するとともに、「爪」に奪われたはずの甘崎の絵を発見する。絵には煤がついており、山火事が起きてからここに運び込まれたことを示していた。「爪」は実は生きていて、この中にいることを知った葛城は、刻一刻と火の手が迫る中、犯人を特定して危険を排除したのち、全員が共同して隠し通路を探しだして脱出するために、すべての真実を暴きだす。

## 登場人物
田所信哉（たどころ しんや）
高校2年生。ミステリ作家・財田雄山のファン。かつては探偵を志していたが、現在は同級生で名探偵の葛城の助手を務めている。
葛城輝義（かつらぎ てるよし）
高校2年生。名探偵。頭脳明晰で鋭い観察眼と他人の嘘を見抜く能力を持つ。財田雄山のファン。実家は名家。
財田雄山（たからだ ゆうざん）
著名な推理作家。「落日館」の当主。97歳。
財田貴之（たからだ たかゆき）
雄山の息子。50代半ばぐらい。猜疑心の強そうな目をして濃い口髭を蓄えている
財田文男（たからだ ふみお）
貴之の息子。20代後半から30代前半ぐらい。
財田つばさ（たからだ つばさ）
貴之の娘。葛城・田所と同じぐらいの年頃。童顔と小さな体に白のワンピースが似合う美少女。
小出（こいで）
一人称が「俺」のボーイッシュで短気な性格の女性。
久我島敏行（くがしま としゆき）
落日館から徒歩5分ほどのところに住む男性。30代。陰気で小心者の雰囲気を持つ。
飛鳥井光流（あすかい ひかる）
元名探偵。現在は保険会社の調査員。28歳。意志の感じられない疲れた目をしている、冷たい雰囲気を持つ女性。
甘崎美登里（あまさき みどり）
故人。イラストレーターを志していた。飛鳥井が名探偵だった高校生時代の友人で助手。

## 収録書籍
- 紅蓮館の殺人（2019年9月 講談社タイガ ISBN 978-4-06-516819-6）